# Eupithecia crassior
Eupithecia crassior là một loài bướm đêm trong họ Geometridae.